# Giovanni De Prà
Giovanni Luigi Cecilio De Prà (ur. 28 czerwca 1900 w Genui, zm. 15 czerwca 1979 tamże) – włoski piłkarz. Brązowy medalista olimpijski z Amsterdamu.
Był wieloletnim piłkarzem Genoa CFC, gdzie grał w latach 1920–1937, wcześniej grał w Spes FC. Był mistrzem Włoch w 1923 i 1924. W reprezentacji Włoch po raz pierwszy zagrał w 1924 w meczu z Hiszpanią. W 1928 znalazł się w składzie brązowych medalistów igrzysk w Amsterdamie, wystąpił w jednym meczu turnieju. Ostatni raz zagrał w 1928, łącznie rozgrywając 19 spotkań.